# Wilhelm Gieseke
Fredrik Wilhelm Herman Gieseke, född 26 mars 1910 i Ronneby, död 27 juli 1992 Saltsjöbaden, Stockholm, var en svensk skulptör. Han har främst modellerat porträtthuvuden, reliefer och graciösa småfigurer i lera, granit, gips och brons.
Wilhelm Gieseke studerade vid Hjorth och Möllerbergs skulpturskola i Stockholm 1932. Sedan i Paris 1935–1937, bland annat i Académie Scandinave för Charles Despiau och Paul Cornet. Han gjorde även studieresor till Tyskland 1932, Italien 1927 och Spanien 1950. År 1946 blev han ledamot av Svenska konstnärernas förening och 1947 erhöll han C.L Kinmansons Fondstipendium. Gieseke finns representerad vid bland annat Nationalmuseum i Stockholm.
Gieseke föddes i Ronneby och var son till fabriksföreståndaren Wilhelm August Gieseke (1874–1953) och Marie Margareta Augusta Gieseke (1883–1918). Föräldrarna var båda från Tyskland.

## Galleri

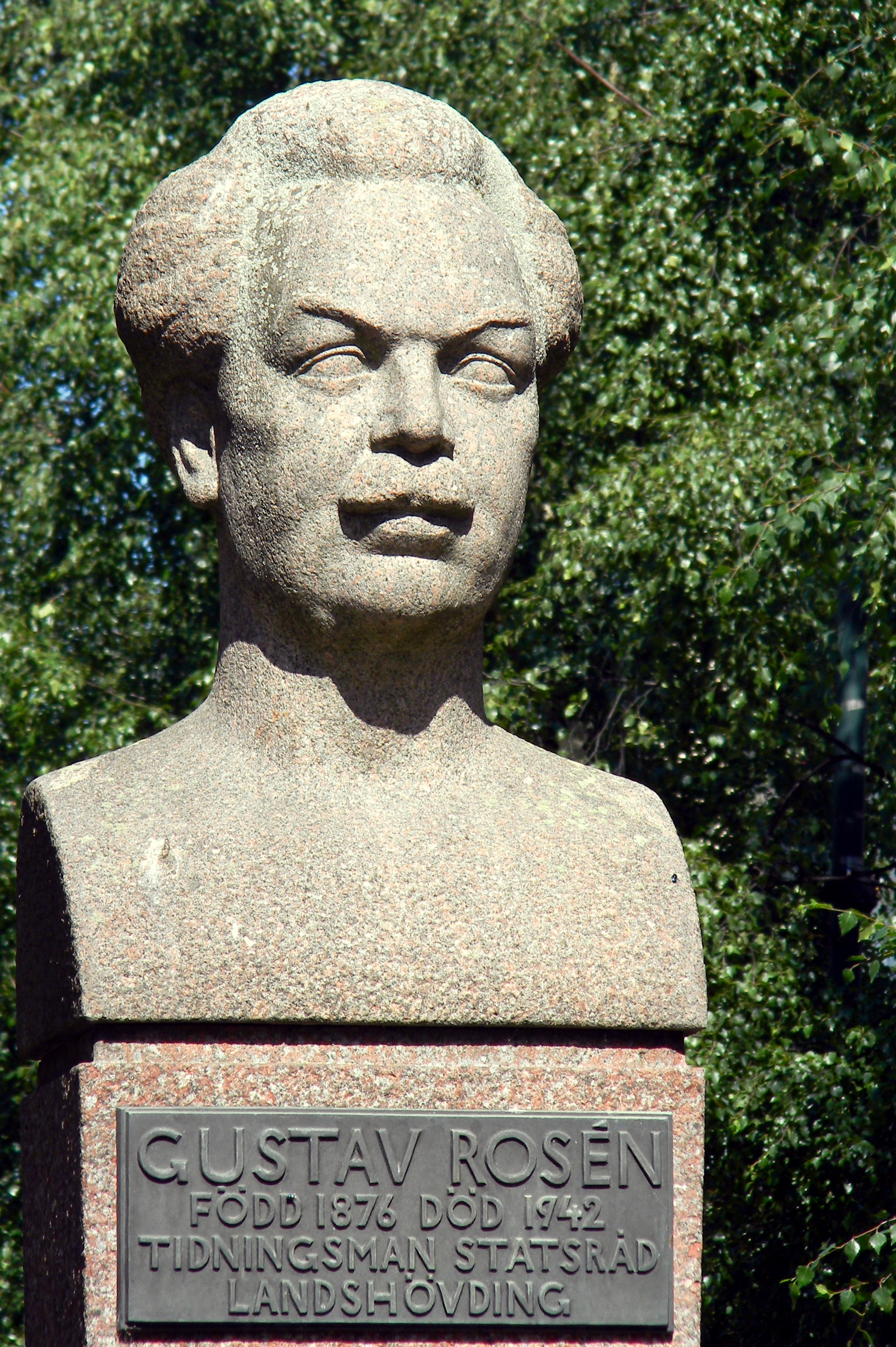
Byst av Gustav Rosén, Umeå
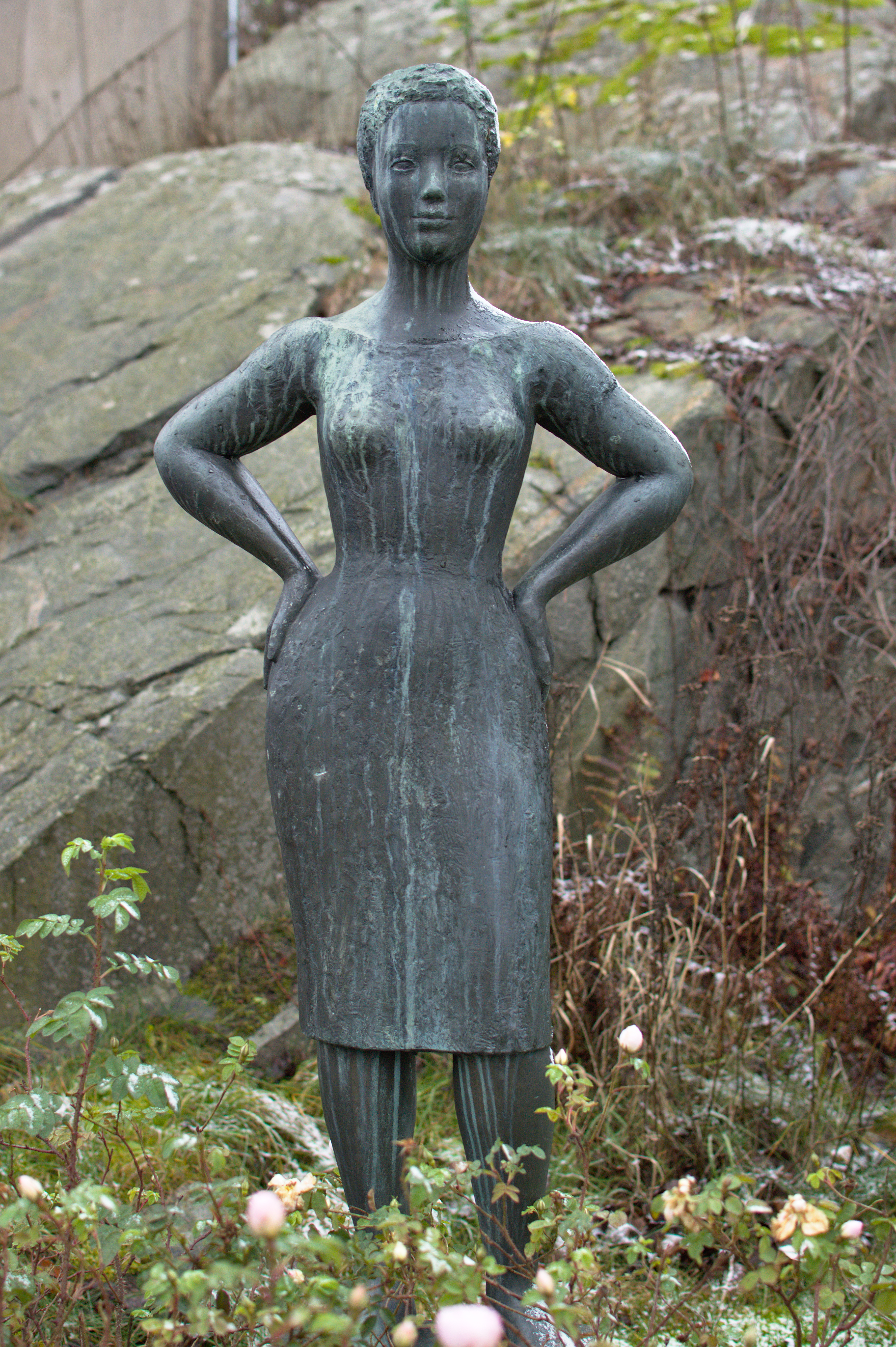
Statyn Stående kvinna, Eskilstuna.
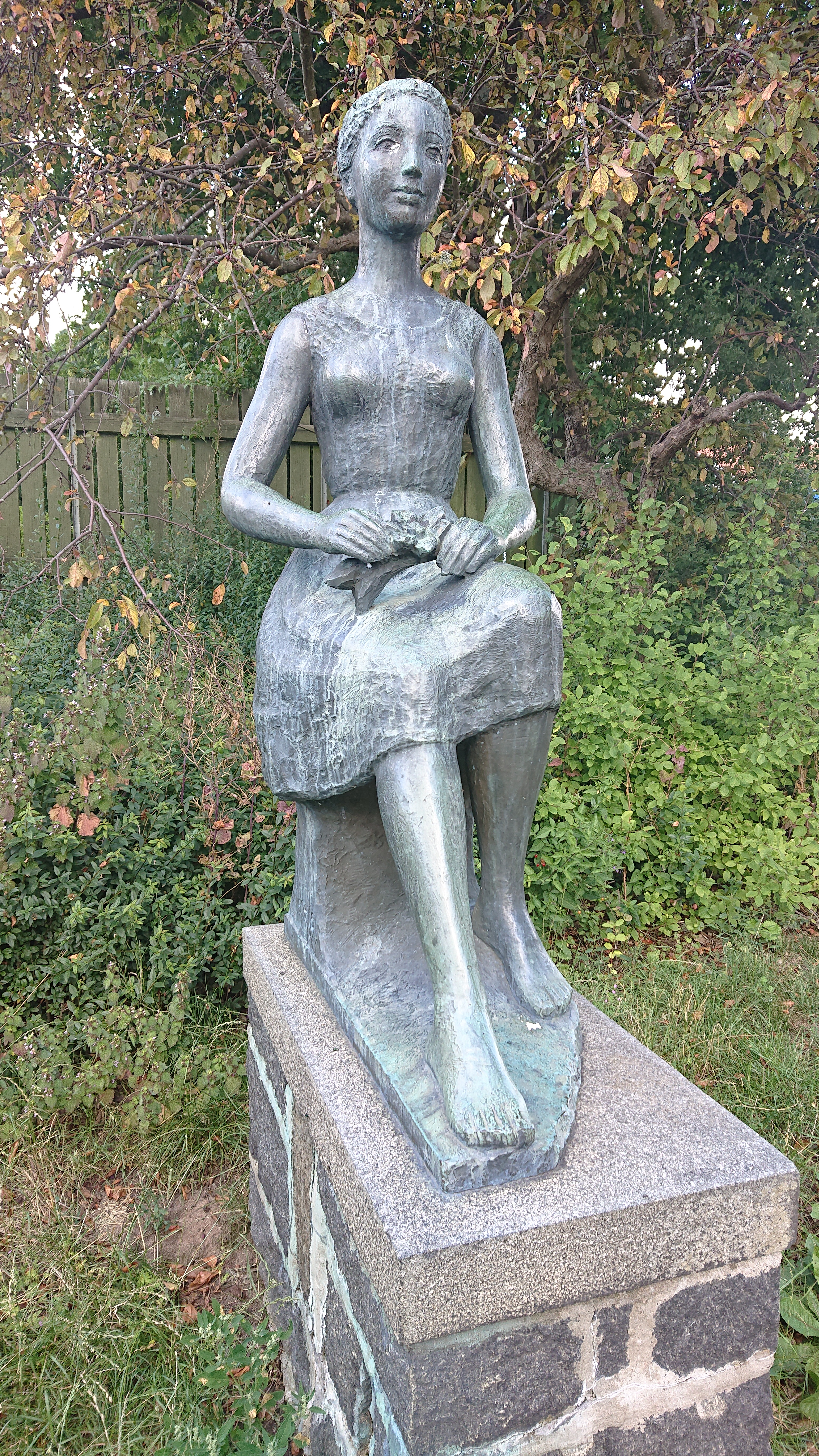
Statyn Blomsterflickan, Ronneby.